# 2007 nos jogos eletrônicos
2007 foi um ano marcado por diversas sequências e prequelas em jogos eletrônicos e novas propriedades intelectuais como Assassin's Creed, BioShock, Crackdown, Crysis, Mass Effect, Portal, Skate., The Darkness, The Witcher e Uncharted: Drake's Fortune.

## Eventos
| Mês      | Data(s) | Evento |
| -------- | ------- | --- |
| Março    | 14      | A Microsoft anuncia o Games for Windows – Live, uma versão da Xbox Live para a plataforma Windows. O serviço é lançado em 8 de maio. |
| Março    | 27      | A Microsoft anuncia o novo "Xbox 360 Elite" Stock Keeping Unit (SKU). A nova versão vem com um disco rígido maior e foi colocada uma saída HDMI. Começou a ser vendida em abril.                                                                                   |
| Março    | 28      | Nintendo e Sega anunciam Mario & Sonic at the Olympic Games para o Nintendo DS e o Wii. É o primeira vez em que Sonic e Mario aparecem juntos num jogo eletrônico.                                                                                                 |
| Abril    | 11      | A Sony anuncia que está descontinuando a SKU de 20 GB do PlayStation 3, uma das duas SKUs disponíveis no lançamento do console, permanecendo apenas a versão de 60 GB disponível para a compra.                                                                    |
| Maio     | 19      | A Blizzard Entertainment anuncia StarCraft II em Seul, Coreia do Sul. |
| Junho    | 27      | A Nintendo anuncia o WiiWare, serviço similar à Xbox Live Arcade, que permite a desenvolvedores lançarem seus jogos originais para download no Wii. Anteriormente, os únicos jogos para download disponíveis no Wii estavam limitados ao programa Virtual Console. |
| Julho    | 5       | Depois de muitas reclamações sobre hardware defeituoso no Xbox 360, a Microsoft anuncia uma prorrogação para a garantia do Xbox 360, aplicada a todos os consumidores que compraram o console desde o lançamento.                                                  |
| Agosto   | 29      | A Nokia revela planos para reviver seu serviço N-Gage 2.0 em novembro; entretanto, desta vez, a linha não será um console, mas um serviço onde jogadores podem baixar em telefones da Nokia e/ou PCs.                                                              |
| Setembro | 25      | Halo 3 é lançado e arrecada US$170 milhões num período de 24 horas, um recorde de vendas na história dos jogos eletrônicos. |
| Setembro | 26      | A Activision compra a Bizarre Creations, desenvolvedora da série Project Gotham Racing. |
| Outubro  | 1       | Super Mario Bros.: The Lost Levels é lançado no Virtual Console do Wii, 21 anos depois de ser lançado no Japão. |
| Outubro  | 5       | A Bungie anuncia sua separação da Microsoft para se tornar um estúdio independente. |
| Outubro  | 10      | The Orange Box (uma coleção de jogos que inclui Half-Life 2, Half-Life 2: Episode One, Half-Life 2: Episode Two, Portal e Team Fortress 2) é oficialmente lançado na América do Norte para PC e Xbox 360.                                                          |
| Outubro  | 11      | A Electronic Arts (EA) anuncia planos de comprar a VG Holding Corp., que é dona da Pandemic Studios e da BioWare, efetivamente tornando as duas companhias subsidiárias.                                                                                           |
| Novembro | 6       | A EA fecha seu estúdio EA Chicago. |
| Dezembro | 19      | A 3D Realms lança um trailer de Duke Nukem Forever depois de seis anos desde o último trailer e onze anos desde o anúncio original. O jogo só foi lançado em 2011, 4 anos depois.                                                                                  |

### Negócios
| Mês      | Data(s) | Evento |
| -------- | ------- | --- |
| Julho    | 10 - 13 | E3 Media & Business Summit em diversos hotéis e no Hangar Barker em Santa Monica, Califórnia, Estados Unidos.   |
| Agosto   | 23 - 26 | Leipzig Games Developers Convention em Leipzig, Alemanha.                                                       |
| Agosto   | 24 - 26 | Penny Arcade Expo (PAX) no Centro de Convenções do Estado de Washington em Seattle, Washington, Estados Unidos. |
| Setembro | 20 - 23 | Tokyo Game Show no Centro de Convenções Makuhari Messe em Mihama-ku, Chiba, Japão.                              |
| Setembro | 28 - 30 | Digital Life no Centro de Convenções Jacob K. Javits em Nova York, NY, Estados Unidos.                          |
| Outubro  | 18 - 20 | E for All Expo no Centro de Convenções de Los Angeles em Los Angeles, Califórnia, Estados Unidos.               |
| Novembro | 2 - 4   | Videogames Expo (VGXPO) no Centro de Convenções da Pensilvânia na Filadélfia, Pensilvânia, Estados Unidos.      |
| Novembro | 27 - 28 | Convenção internacional Montreal Games Summit no Palais de Congress.                                            |

## Lançamentos de jogos
| Mês                       | Dia | Título                                               | Plataformas                                   |
| ------------------------- | --- | ---------------------------------------------------- | --------------------------------------------- |
| J A N E I R O             | 12  | Lost Planet: Extreme Condition                       | X360, PS3, Win                                |
| J A N E I R O             | 15  | WarioWare: Smooth Moves                              | Wii                                           |
| J A N E I R O             | 16  | Phoenix Wright: Ace Attorney Justice for All         | NDS                                           |
| J A N E I R O             | 16  | World of Warcraft: The Burning Crusade               | Mac, Win                                      |
| J A N E I R O             | 22  | Hotel Dusk: Room 215                                 | NDS                                           |
| J A N E I R O             | 30  | Rogue Galaxy                                         | PS2                                           |
| J A N E I R O             | 30  | Battlestations: Midway                               | X360, Win                                     |
| F E V E R E I R O         | 5   | Final Fantasy VI Advance                             | GBA                                           |
| F E V E R E I R O         | 6   | Winning Eleven: Pro Evolution Soccer 2007            | PS3, X360                                     |
| F E V E R E I R O         | 6   | The Sims: Histórias da Vida                          | Win                                           |
| F E V E R E I R O         | 12  | Wii Play                                             | Wii                                           |
| F E V E R E I R O         | 12  | The Warriors                                         | PSP                                           |
| F E V E R E I R O         | 13  | Ratchet & Clank: Size Matters                        | PSP                                           |
| F E V E R E I R O         | 13  | Chulip                                               | PS2                                           |
| F E V E R E I R O         | 15  | Myst Online: Uru Live                                | Win                                           |
| F E V E R E I R O         | 20  | Maelstrom                                            | Win                                           |
| F E V E R E I R O         | 20  | Supreme Commander                                    | Win                                           |
| F E V E R E I R O         | 20  | Crackdown                                            | X360                                          |
| F E V E R E I R O         | 20  | Sonic and the Secret Rings                           | Wii                                           |
| F E V E R E I R O         | 20  | Virtua Fighter 5                                     | PS3, X360                                     |
| F E V E R E I R O         | 26  | Jade Empire                                          | Win                                           |
| F E V E R E I R O         | 27  | Peggle                                               | Win                                           |
| Bullet Witch              | 27  | X360                                                 |                                               |
| M A R Ç O                 | 1   | Tekken 5: Dark Resurrection                          | PS3                                           |
| M A R Ç O                 | 5   | Wario: Master of Disguise                            | NDS                                           |
| M A R Ç O                 | 6   | Def Jam: Icon                                        | PS3, X360                                     |
| M A R Ç O                 | 6   | MotorStorm                                           | PS3                                           |
| M A R Ç O                 | 6   | Tom Clancy's Ghost Recon Advanced Warfighter 2       | X360                                          |
| M A R Ç O                 | 13  | God of War II                                        | PS2                                           |
| M A R Ç O                 | 13  | Knights and Merchants: The Shattered Kingdom         | Lin                                           |
| M A R Ç O                 | 13  | Spectrobes                                           | NDS                                           |
| M A R Ç O                 | 19  | Custom Robo Arena                                    | NDS                                           |
| M A R Ç O                 | 20  | Silent Hunter 4: Wolves of the Pacific               | Win                                           |
| M A R Ç O                 | 20  | Armored Core 4                                       | PS3, X360                                     |
| M A R Ç O                 | 20  | Cooking Mama: Cook Off                               | Wii                                           |
| M A R Ç O                 | 20  | After Burner: Black Falcon                           | PSP                                           |
| M A R Ç O                 | 20  | Kororinpa: Marble Mania                              | Wii                                           |
| M A R Ç O                 | 20  | Lost in Blue 2                                       | NDS                                           |
| M A R Ç O                 | 21  | Dragon Ball Z: Harukanaru Densetsu                   | NDS                                           |
| M A R Ç O                 | 23  | S.T.A.L.K.E.R.: Shadow of Chernobyl                  | Win                                           |
| M A R Ç O                 | 27  | The Elder Scrolls IV: Shivering Isles                | X360, Win                                     |
| M A R Ç O                 | 27  | Disney's Meet the Robinsons                          | PS2, GBA, NDS, Wii, X360, NGC                 |
| M A R Ç O                 | 28  | Command & Conquer 3: Tiberium Wars                   | Win                                           |
| M A R Ç O                 | 30  | Penumbra: Overture                                   | Win                                           |
| A B R I L                 | 3   | Final Fantasy Fables: Chocobo Tales                  | NDS                                           |
| A B R I L                 | 3   | Guitar Hero II                                       | X360                                          |
| A B R I L                 | 3   | SingStar Pop                                         | PS2                                           |
| A B R I L                 | 3   | Enchanted Arms                                       | PS3                                           |
| A B R I L                 | 9   | Super Paper Mario                                    | Wii                                           |
| A B R I L                 | 22  | Pokémon Diamond and Pearl                            | NDS                                           |
| A B R I L                 | 24  | The Lord of the Rings Online: Shadows of Angmar      | Win                                           |
| M A I O                   | 8   | Command & Conquer 3: Tiberium Wars                   | X360                                          |
| M A I O                   | 15  | Resident Evil 4                                      | Win                                           |
| M A I O                   | 15  | MLB 07: The Show                                     | PS2, PS3, PSP                                 |
| M A I O                   | 15  | Etrian Odyssey                                       | NDS                                           |
| M A I O                   | 17  | Odin Sphere                                          | PS2                                           |
| M A I O                   | 22  | Odin Sphere                                          | PS2                                           |
| M A I O                   | 22  | Dawn of Mana                                         | PS2                                           |
| M A I O                   | 25  | Penumbra: Overture                                   | Lin                                           |
| M A I O                   | 29  | Forza Motorsport 2                                   | X360                                          |
| M A I O                   | 29  | Mario Party 8                                        | Wii                                           |
| M A I O                   | 29  | Shadowrun                                            | X360, Win                                     |
| M A I O                   | 31  | Halo 2 for Windows Vista                             | Win                                           |
| J U N H O                 | 1   | Tomb Raider: Anniversary (Europa)                    | PS2, Win                                      |
| J U N H O                 | 4   | Planet Puzzle League                                 | NDS                                           |
| J U N H O                 | 4   | Nintendo DS Browser                                  | NDS                                           |
| J U N H O                 | 5   | Tomb Raider: Anniversary (América do Norte)          | PS2, Win                                      |
| J U N H O                 | 7   | Ballistics                                           | Lin                                           |
| J U N H O                 | 7   | Tomb Raider: Anniversary (Austrália)                 | PS2, Win                                      |
| J U N H O                 | 11  | Big Brain Academy: Wii Degree                        | Wii                                           |
| J U N H O                 | 12  | Scarface: The World Is Yours                         | Wii                                           |
| J U N H O                 | 12  | Dream Chronicles                                     | Win                                           |
| J U N H O                 | 19  | Colin McRae: Dirt                                    | X360, Win                                     |
| J U N H O                 | 19  | SimCity DS                                           | NDS                                           |
| J U N H O                 | 19  | Resident Evil 4: Wii Edition                         | Wii                                           |
| J U N H O                 | 19  | Brothers in Arms DS                                  | NDS                                           |
| J U N H O                 | 25  | Pokémon Battle Revolution                            | Wii                                           |
| J U N H O                 | 25  | The Darkness                                         | PS3, X360                                     |
| J U N H O                 | 25  | Overlord                                             | X360, Win                                     |
| J U N H O                 | 26  | Ratatouille                                          | Wii, X360, PS2, Xbox, NDS, NGC, GBA, PSP      |
| <font-size=300%>J U L H O | 3   | Ninja Gaiden Sigma                                   | PS3                                           |
| <font-size=300%>J U L H O | 17  | NCAA Football 08                                     | PS2, PS3, Xbox, X360                          |
| <font-size=300%>J U L H O | 23  | Civilization IV: Beyond the Sword                    | Win                                           |
| <font-size=300%>J U L H O | 30  | Mario Strikers Charged                               | Wii                                           |
| <font-size=300%>J U L H O | 30  | Picross DS                                           | NDS                                           |
| A G O S T O               | 7   | Mega Man Star Force                                  | NDS                                           |
| A G O S T O               | 9   | Tomb Raider: Anniversary (América do Norte)          | PSP                                           |
| A G O S T O               | 14  | Heroes of Mana                                       | NDS                                           |
| A G O S T O               | 14  | Madden NFL 08                                        | NGC, NDS, PS2, PS3, PSP, Wii, Xbox, X360, Win |
| A G O S T O               | 14  | Luminous Arc                                         | NDS                                           |
| A G O S T O               | 14  | Rune Factory: A Fantasy Harvest Moon                 | NDS                                           |
| A G O S T O               | 14  | Persona 3                                            | PS2                                           |
| A G O S T O               | 15  | Sam & Max Season One                                 | Win                                           |
| A G O S T O               | 20  | Brain Age 2: More Training in Minutes a Day!         | NDS                                           |
| A G O S T O               | 21  | BioShock                                             | X360, Win                                     |
| A G O S T O               | 27  | Metroid Prime 3: Corruption                          | Wii                                           |
| A G O S T O               | 28  | Blue Dragon                                          | X360                                          |
| A G O S T O               | 28  | Dead Head Fred                                       | PSP                                           |
| A G O S T O               | 28  | Medieval II: Total War: Kingdoms                     | Win                                           |
| A G O S T O               | 28  | Warhawk                                              | PS3                                           |
| A G O S T O               | 28  | Wild Arms 5                                          | PS2                                           |
| A G O S T O               | 31  | Guild Wars: Eye of the North                         | Win                                           |
| S E T E M B R O           | 4   | Lair                                                 | PS3                                           |
| S E T E M B R O           | 4   | Medal of Honor: Airborne                             | PS3, X360, Win                                |
| S E T E M B R O           | 7   | Stranglehold                                         | X360                                          |
| S E T E M B R O           | 10  | DK Jungle Climber                                    | NDS                                           |
| S E T E M B R O           | 10  | Drawn to Life                                        | NDS                                           |
| S E T E M B R O           | 11  | Colin McRae: Dirt                                    | PS3                                           |
| S E T E M B R O           | 11  | Jam Sessions                                         | NDS                                           |
| S E T E M B R O           | 11  | NHL 08                                               | PS2, PS3, X360, Win                           |
| S E T E M B R O           | 12  | Heavenly Sword                                       | PS3                                           |
| S E T E M B R O           | 13  | Skate.                                               | PS3, X360                                     |
| S E T E M B R O           | 17  | Eternal Sonata                                       | X360                                          |
| S E T E M B R O           | 18  | Sonic Rush Adventure                                 | NDS                                           |
| S E T E M B R O           | 18  | Dewy's Adventure                                     | Wii                                           |
| S E T E M B R O           | 18  | World in Conflict                                    | Win                                           |
| S E T E M B R O           | 18  | MySims                                               | NDS, Wii                                      |
| S E T E M B R O           | 18  | Warriors Orochi                                      | PS2                                           |
| S E T E M B R O           | 24  | Company of Heroes: Opposing Fronts                   | Win                                           |
| S E T E M B R O           | 25  | Halo 3                                               | X360                                          |
| S E T E M B R O           | 25  | The Settlers: Rise of an Empire                      | Win                                           |
| S E T E M B R O           | 25  | Dance Dance Revolution Hottest Party                 | Wii                                           |
| O U T U B R O             | 1   | The Legend of Zelda: Phantom Hourglass               | NDS                                           |
| O U T U B R O             | 2   | Chibi-Robo!: Park Patrol                             | NDS                                           |
| O U T U B R O             | 2   | Project Gotham Racing 4                              | X360                                          |
| O U T U B R O             | 2   | Enemy Territory: Quake Wars                          | Win                                           |
| O U T U B R O             | 2   | The Legend of Spyro: The Eternal Night               | PS2, GBA, NDS                                 |
| O U T U B R O             | 2   | Backyard Hockey                                      | NDS                                           |
| O U T U B R O             | 4   | Crash of the Titans                                  | PSP, PS2, X360, GBA, NDS                      |
| O U T U B R O             | 8   | FIFA Soccer 08                                       | NDS, PS2, Wii, X360, Win                      |
| O U T U B R O             | 9   | Folklore                                             | PS3                                           |
| O U T U B R O             | 9   | Looney Tunes: Duck Amuck                             | NDS                                           |
| O U T U B R O             | 9   | Bleach: Blade of Fates                               | NDS                                           |
| O U T U B R O             | 9   | Mountain Bike Adrenaline                             | PS2                                           |
| O U T U B R O             | 9   | Final Fantasy Tactics: The War of the Lions          | PSP                                           |
| O U T U B R O             | 10  | The Orange Box                                       | X360, Win                                     |
| O U T U B R O             | 15  | Flash Focus: Vision Training in Minutes a Day        | NDS                                           |
| O U T U B R O             | 16  | Tony Hawk's Proving Ground                           | NDS, PS2, PS3, Wii, X360                      |
| O U T U B R O             | 16  | Beautiful Katamari                                   | X360                                          |
| O U T U B R O             | 16  | Clive Barker's Jericho                               | PS3, X360, Win                                |
| O U T U B R O             | 16  | Zack & Wiki: Quest for Barbaros' Treasure            | Wii                                           |
| O U T U B R O             | 16  | Front Mission                                        | NDS                                           |
| O U T U B R O             | 16  | Phoenix Wright: Ace Attorney Trials and Tribulations | NDS                                           |
| O U T U B R O             | 16  | Ace Combat 6: Fires of Liberation                    | X360                                          |
| O U T U B R O             | 16  | Microsoft Flight Simulator X: Acceleration           | Win                                           |
| O U T U B R O             | 16  | Painkiller: Overdose                                 | Win                                           |
| O U T U B R O             | 16  | Mega Man ZX Advent                                   | NDS                                           |
| O U T U B R O             | 17  | Zoo Tycoon 2: Extinct Animals                        | PC                                            |
| O U T U B R O             | 19  | Enemy Territory: Quake Wars                          | Lin                                           |
| O U T U B R O             | 23  | Age of Empires III: The Asian Dynasties              | Win                                           |
| O U T U B R O             | 23  | Ratchet & Clank Future: Tools of Destruction         | PS3                                           |
| O U T U B R O             | 23  | Tomb Raider: Anniversary (América do Norte)          | X360                                          |
| O U T U B R O             | 23  | Nicktoons: Attack of the Toybots                     | PS2, Wii NDS GBA                              |
| O U T U B R O             | 23  | SpongeBob's Atlantis SquarePantis                    | PS2, Wii NDS GBA                              |
| O U T U B R O             | 24  | Hellgate: London                                     | PC                                            |
| O U T U B R O             | 26  | Tomb Raider: Anniversary (Europa)                    | X360, PSP                                     |
| O U T U B R O             | 28  | Guitar Hero III: Legends of Rock                     | PS2, PS3, Wii, X360, Mac, Win                 |
| O U T U B R O             | 29  | Battalion Wars 2                                     | Wii                                           |
| O U T U B R O             | 29  | Cars Mater-National Championship                     | Wii, PS3, X360, PS2, NDS, GBA                 |
| O U T U B R O             | 30  | The Simpsons Game                                    | NDS, PS2, PS3, Wii, X360                      |
| O U T U B R O             | 30  | Naruto: Rise of a Ninja                              | X360                                          |
| O U T U B R O             | 30  | Hellgate: London                                     | Win                                           |
| O U T U B R O             | 30  | Manhunt 2                                            | PS2, PSP, Wii                                 |
| O U T U B R O             | 30  | The Witcher                                          | Win                                           |
| O U T U B R O             | 30  | TimeShift                                            | Win, X360                                     |
| N O V E M B R O           | 2   | Tabula Rasa                                          | Win                                           |
| N O V E M B R O           | 2   | Tomb Raider: Anniversary (Austrália)                 | X360, PSP                                     |
| N O V E M B R O           | 5   | Call of Duty 4: Modern Warfare                       | NDS, PS3, X360, Win                           |
| N O V E M B R O           | 5   | Fire Emblem: The Goddess of Dawn                     | Wii                                           |
| N O V E M B R O           | 6   | Mario & Sonic at the Olympic Games                   | Wii                                           |
| N O V E M B R O           | 6   | Lego Star Wars: The Complete Saga                    | X360, PS3, Wii, NDS                           |
| N O V E M B R O           | 6   | Dragon Quest Monsters: Joker                         | NDS                                           |
| N O V E M B R O           | 9   | Empire Earth III                                     | Win                                           |
| N O V E M B R O           | 9   | Cooking Mama 2: Dinner with Friends                  | NDS                                           |
| N O V E M B R O           | 12  | Super Mario Galaxy                                   | Wii                                           |
| N O V E M B R O           | 13  | Medal of Honor: Heroes 2                             | Wii                                           |
| N O V E M B R O           | 13  | Resident Evil: The Umbrella Chronicles               | Wii                                           |
| N O V E M B R O           | 13  | Contra 4                                             | NDS                                           |
| N O V E M B R O           | 13  | Sonic Rivals 2                                       | PSP                                           |
| N O V E M B R O           | 13  | Tomb Raider: Anniversary (América do Norte)          | Wii                                           |
| N O V E M B R O           | 14  | Need for Speed: ProStreet                            | Wii, PS2, PS3, PSP, X360, Win                 |
| N O V E M B R O           | 14  | Kane & Lynch: Dead Men                               | PS3, X360, Win                                |
| N O V E M B R O           | 15  | Crysis                                               | Win                                           |
| N O V E M B R O           | 15  | Rayman Raving Rabbids 2                              | Wii, NDS                                      |
| N O V E M B R O           | 16  | SimCity Societies                                    | Win                                           |
| N O V E M B R O           | 16  | Assassin's Creed                                     | PS3, X360                                     |
| N O V E M B R O           | 16  | Lego Star Wars: The Complete Saga                    | Wii, NDS                                      |
| N O V E M B R O           | 19  | Mario Party DS                                       | NDS                                           |
| N O V E M B R O           | 19  | Uncharted: Drake's Fortune                           | PS3                                           |
| N O V E M B R O           | 19  | Unreal Tournament 3                                  | Win                                           |
| N O V E M B R O           | 20  | Mass Effect                                          | X360                                          |
| N O V E M B R O           | 20  | Final Fantasy XII: Revenant Wings                    | NDS                                           |
| N O V E M B R O           | 20  | Rock Band                                            | PS3, X360, Wii                                |
| N O V E M B R O           | 20  | Time Crisis 4                                        | PS3                                           |
| N O V E M B R O           | 20  | Trauma Center: New Blood                             | Wii                                           |
| N O V E M B R O           | 26  | Master of Illusion                                   | NDS                                           |
| D E Z E M B R O           | 1   | Tomb Raider: Anniversary (América do Norte)          | Cel                                           |
| D E Z E M B R O           | 7   | Tomb Raider: Anniversary (Europa)                    | Wii                                           |
| D E Z E M B R O           | 12  | Universe at War: Earth Assault                       | Win                                           |
| D E Z E M B R O           | 18  | Nights: Journey of Dreams                            | Wii                                           |

## Vendas de hardware e software

### América do Norte
- Baseado em dados do NPD Group via IGN;[15][16] as publicadoras dos jogos estão entre parênteses:

Jogos eletrônicos mais vendidos em 2007 na América do Norte (por plataforma)
| Lugar | Nintendo DS                                               | PC                                                              | PlayStation 2                                        |
| ----- | --------------------------------------------------------- | --------------------------------------------------------------- | ---------------------------------------------------- |
| 1     | Pokémon Diamond (Nintendo)                                | World of Warcraft: The Burning Crusade (Blizzard Entertainment) | Madden NFL 08 (Electronic Arts)                      |
| 2     | Pokémon Pearl (Nintendo)                                  | The Sims 2: Seasons (Electronic Arts)                           | God of War II (Sony Computer Entertainment)          |
| 3     | The Legend of Zelda: Phantom Hourglass (Nintendo)         | Command & Conquer 3: Tiberium Wars (Electronic Arts)            | Guitar Hero III: Legends of Rock (RedOctane)         |
| 4     | Diddy Kong Racing (Nintendo)                              | The Sims 2: Bon Voyage (Electronic Arts)                        | Guitar Hero Encore: Rocks the 80s (RedOctane)        |
| 5     | Brain Age 2: More Training in Minutes a Day! (Nintendo)   | Supreme Commander (THQ)                                         | MLB 07: The Show (Sony Computer Entertainment)       |
| 6     | Spectrobes (Disney Interactive)                           | The Lord of the Rings Online: Shadows of Angmar (Midway)        | Spider-Man 3 (Activision)                            |
| 7     | High School Musical: Makin' the Cut! (Disney Interactive) | The Orange Box (Valve)                                          | NCAA Football 08 (Electronic Arts)                   |
| 8     | MySims (Electronic Arts)                                  | Call of Duty 4: Modern Warfare (Activision)                     | Transformers: The Game (Activision)                  |
| 9     | Paws and Claws: Pet Vet (THQ)                             | BioShock (2K Games)                                             | Grand Theft Auto: Vice City Stories (Rockstar Games) |
| 10    | Mario Party DS (Nintendo)                                 | The Sims 2: H&M Fashion Stuff (Electronic Arts)                 | Naruto: Ultimate Ninja 2 (Bandai)                    |

| Lugar | PlayStation 3                                       | PlayStation Portable                                        |
| ----- | --------------------------------------------------- | ----------------------------------------------------------- |
| 1     | Madden NFL 08 (Electronic Arts)                     | MLB 07: The Show (Sony Computer Entertainment)              |
| 2     | Call of Duty 4: Modern Warfare (Activision)         | Madden NFL 08 (Electronic Arts)                             |
| 3     | Assassin's Creed (Ubisoft)                          | Ratchet & Clank: Size Matters (Sony Computer Entertainment) |
| 4     | MotorStorm (Sony Computer Entertainment)            | Transformers: The Game (Activision)                         |
| 5     | Guitar Hero III: Legends of Rock (RedOctane)        | Final Fantasy Tactics: The War of the Lions (Square Enix)   |
| 6     | Tom Clancy's Rainbow Six: Vegas (Ubisoft)           | 300: March to Glory (Warner Bros. Interactive)              |
| 7     | NCAA Football 08 (Electronic Arts)                  | Call of Duty: Roads to Victory (Activision)                 |
| 8     | Heavenly Sword (Sony Computer Entertainment)        | Major League Baseball 2K7 (2K Games)                        |
| 9     | Ninja Gaiden Sigma (Tecmo)                          | Tom Clancy's Rainbow Six: Vegas (Ubisoft)                   |
| 10    | The Elder Scrolls IV: Oblivion (Bethesda Softworks) | Ghost Rider (2K Games)                                      |

| Lugar | Wii                                          | Xbox 360                                                 |
| ----- | -------------------------------------------- | -------------------------------------------------------- |
| 1     | Wii Play (Nintendo)                          | Halo 3 (Microsoft)                                       |
| 2     | Mario Party 8 (Nintendo)                     | Call of Duty 4: Modern Warfare (Activision)              |
| 3     | Super Mario Galaxy (Nintendo)                | Guitar Hero II (RedOctane)                               |
| 4     | Super Paper Mario (Nintendo)                 | Madden NFL 08 (Electronic Arts)                          |
| 5     | Guitar Hero III: Legends of Rock (RedOctane) | Assassin's Creed (Ubisoft)                               |
| 6     | WarioWare: Smooth Moves (Nintendo)           | BioShock (2K Games)                                      |
| 7     | Metroid Prime 3: Corruption (Nintendo)       | Crackdown (Microsoft)                                    |
| 8     | Resident Evil 4: Wii Edition (Capcom)        | Guitar Hero III: Legends of Rock (RedOctane)             |
| 9     | Mario Strikers Charged (Nintendo)            | Tom Clancy's Ghost Recon Advanced Warfighter 2 (Ubisoft) |
| 10    | Pokémon Battle Revolution (Nintendo)         | Lost Planet: Extreme Condition (Capcom)                  |

### Estados Unidos
- Baseado em dados do NPD Group:

Vendas de consoles de videogame em 2007 nos EUA
| Lugar | Console       | Unidades vendidas |
| ----- | ------------- | ----------------- |
| 1     | Nintendo DS   | 8.50 milhões      |
| 2     | Wii           | 6.29 milhões      |
| 3     | Xbox 360      | 4.62 milhões      |
| 4     | PlayStation 2 | 3.97 milhões      |
| 5     | PSP           | 3.82 milhões      |
| 6     | PlayStation 3 | 2.56 milhões      |

Jogos eletrônicos mais vendidos em 2007 nos EUA
| Lugar | Título                                        | Console | Unidades vendidas |
| ----- | --------------------------------------------- | ------- | ----------------- |
| 1     | Halo 3                                        | X360    | 4.82 milhões      |
| 2     | Wii Play                                      | Wii     | 4.12 milhões      |
| 3     | Call of Duty 4: Modern Warfare                | X360    | 3.04 milhões      |
| 4     | Guitar Hero III: Legends of Rock com guitarra | PS2     | 2.72 milhões      |
| 5     | Super Mario Galaxy                            | Wii     | 2.52 milhões      |
| 6     | Pokémon Diamond                               | NDS     | 2.48 milhões      |
| 7     | Madden NFL 08                                 | PS2     | 1.90 milhão       |
| 8     | Guitar Hero II com guitarra                   | PS2     | 1.89 milhão       |
| 9     | Assassin's Creed                              | X360    | 1.87 milhão       |
| 10    | Mario Party 8                                 | Wii     | 1.82 milhão       |

### Europa
- Baseado em estimativas da Electronic Arts:

Vendas de consoles de videogame em 2007 na Europa

| Lugar | Console              | Unidades vendidas |
| ----- | -------------------- | ----------------- |
| 1     | Nintendo DS          | 8.7 milhões       |
| 2     | Wii                  | 4.8 milhões       |
| 3     | PlayStation 2        | 3.8 milhões       |
| 4     | PlayStation Portable | 3.1 milhões       |
| 5     | PlayStation 3        | 2.8 milhões       |
| 6     | Xbox 360             | 1.9 milhão        |

### Japão
- Baseado em dados da Enterbrain:

Vendas de consoles de videogame em 2007 no Japão
| Lugar | Console       | Unidades vendidas |
| ----- | ------------- | ----------------- |
| 1     | Nintendo DS   | 7,143,702         |
| 2     | Wii           | 3,629,361         |
| 3     | PSP           | 3,022,659         |
| 4     | PlayStation 3 | 1,206,347         |
| 5     | PlayStation 2 | 816,419           |
| 6     | Xbox 360      | 257,841           |

Jogos eletrônicos mais vendidos em 2007 no Japão
| Lugar | Título                                                             | Console | Unidades vendidas |
| ----- | ------------------------------------------------------------------ | ------- | ----------------- |
| 1     | Wii Sports                                                         | Wii     | 1,911,520         |
| 2     | Monster Hunter Portable 2                                          | PSP     | 1,489,898         |
| 3     | Wii Play                                                           | Wii     | 1,487,484         |
| 4     | Pokémon Mystery Dungeon: Explorers of Time e Explorers of Darkness | NDS     | 1,256,516         |
| 5     | Mario Party DS                                                     | NDS     | 1,232,644         |
| 6     | New Super Mario Bros.                                              | NDS     | 1,176,939         |
| 7     | Pokémon Diamond and Pearl                                          | NDS     | 1,094,389         |
| 8     | Mario Party 8                                                      | Wii     | 1,053,934         |
| 9     | Dragon Quest IV: Chapters of the Chosen                            | NDS     | 1,052,827         |
| 10    | Brain Age 2: More Training in Minutes a Day!                       | NDS     | 1,033,933         |

### Reino Unido
- Baseado em dados da Chart-Track:

Jogos eletrônicos mais vendidos em 2007 no Reino Unido
| Lugar | Título                                                | Publicadora     | Unidades vendidas |
| ----- | ----------------------------------------------------- | --------------- | ----------------- |
| 1     | FIFA 08                                               | Electronic Arts | 1,391,435         |
| 2     | Dr Kawashima's Brain Training: How Old is Your Brain? | Nintendo        | 1,016,558         |
| 3     | Call of Duty 4: Modern Warfare                        | Activision      | 935,044           |
| 4     | Pro Evolution Soccer 2008                             | Konami          | 787,382           |
| 5     | More Brain Training from Dr Kawashima                 | Nintendo        | 760,225           |
| 6     | Halo 3                                                | Microsoft       | 735,176           |
| 7     | The Simpsons Game                                     | Electronic Arts | 734,595           |
| 8     | Wii Play                                              | Nintendo        | 688,002           |
| 9     | Assassin's Creed                                      | Ubisoft         | 670,286           |
| 10    | WWE SmackDown vs. Raw 2008                            | THQ             | 563,121           |

Jogos eletrônicos mais vendidos em 2007 no Reino Unido (por plataforma)
As publicadoras dos jogos estão entre parênteses:
| Lugar | Nintendo DS                                                      | PlayStation 2                                        | PlayStation 3                                                  |
| ----- | ---------------------------------------------------------------- | ---------------------------------------------------- | -------------------------------------------------------------- |
| 1     | Dr Kawashima's Brain Training: How Old is Your Brain? (Nintendo) | FIFA 08 (Electronic Arts)                            | Resistance: Fall of Man (Sony Computer Entertainment)          |
| 2     | More Brain Training from Dr Kawashima (Nintendo)                 | Pro Evolution Soccer 2008 (Konami)                   | MotorStorm (Sony Computer Entertainment)                       |
| 3     | New Super Mario Bros. (Nintendo)                                 | The Simpsons Game (Electronic Arts)                  | Call of Duty 4: Modern Warfare (Activision)                    |
| 4     | Cooking Mama (505 Games)                                         | Final Fantasy XII (Square Enix)                      | FIFA 08 (Electronic Arts)                                      |
| 5     | Big Brain Academy (Nintendo)                                     | High School Musical: Sing It! (Disney)               | Assassin's Creed (Ubisoft)                                     |
| 6     | Pokémon Diamond (Nintendo)                                       | WWE SmackDown vs. Raw 2008 (THQ)                     | Pro Evolution Soccer 2008 (Konami)                             |
| 7     | 42 All-Time Classics (Nintendo)                                  | Need for Speed: ProStreet (Electronic Arts)          | Formula One Championship Edition (Sony Computer Entertainment) |
| 8     | Nintendogs: Labrador & Friends (Nintendo)                        | Spider-Man 3 (Activision)                            | Need for Speed: ProStreet (Electronic Arts)                    |
| 9     | Sonic Rush (Sega)                                                | Grand Theft Auto: Vice City Stories (Rockstar Games) | Uncharted: Drake's Fortune (Sony Computer Entertainment)       |
| 10    | Zoo Tycoon DS (THQ)                                              | Transformers: The Game (Activision)                  | WWE SmackDown vs. Raw 2008 (THQ)                               |

| Lugar | PlayStation Portable                                    | Wii                                               | Xbox 360                                    |
| ----- | ------------------------------------------------------- | ------------------------------------------------- | ------------------------------------------- |
| 1     | Grand Theft Auto: Vice City Stories (Rockstar Games)    | Wii Play (Nintendo)                               | Halo 3 (Microsoft)                          |
| 2     | FIFA 08 (Electronic Arts)                               | Mario & Sonic at the Olympic Games (Sega)         | Call of Duty 4: Modern Warfare (Activision) |
| 3     | Sega Mega Drive Collection (Sega)                       | Big Brain Academy: Wii Degree (Nintendo)          | Assassin's Creed (Ubisoft)                  |
| 4     | Pro Evolution Soccer 6 (Konami)                         | Super Mario Galaxy (Nintendo)                     | Forza Motorsport 2 (Microsoft)              |
| 5     | Grand Theft Auto: Liberty City Stories (Rockstar Games) | Mario Party 8 (Nintendo)                          | FIFA 08 (Electronic Arts)                   |
| 6     | Sonic Rivals (Sega)                                     | WarioWare: Smooth Moves (Nintendo)                | Pro Evolution Soccer 2008 (Konami)          |
| 7     | The Simpsons Game (Electronic Arts)                     | The Legend of Zelda: Twilight Princess (Nintendo) | Crackdown (Microsoft)                       |
| 8     | FIFA 07 (Electronic Arts)                               | Mario Strikers Charged Football (Nintendo)        | Gears of War (Microsoft)                    |
| 9     | Midnight Club 3: DUB Edition (Rockstar Games)           | Sonic and the Secret Rings (Sega)                 | Lost Planet: Extreme Condition (Capcom)     |
| 10    | Need for Speed: Carbon (Electronic Arts)                | Resident Evil 4 (Capcom)                          | BioShock (2K Games)                         |